# Megaselia araneivora
Megaselia araneivora är en tvåvingeart som beskrevs av Goto 1985. Megaselia araneivora ingår i släktet Megaselia och familjen puckelflugor. Inga underarter finns listade i Catalogue of Life.